# Akito Fukumori
Akito Fukumori (福森 晃斗 Fukumori Akito?, Fujisawa, Kanagawa, 16 de diciembre de 1992) es un futbolista japonés que juega como defensa en el Yokohama FC de la J1 League.

## Trayectoria

### Clubes
| Club                                | País  | Año       |
| ----------------------------------- | ----- | --------- |
| Kawasaki Frontale                   | Japón | 2011-2016 |
| Hokkaido Consadole Sapporo (cedido) | Japón | 2015-2016 |
| Hokkaido Consadole Sapporo          | Japón | 2017-     |
| Yokohama FC (cedido)                | Japón | 2024-     |